# Lothar Oppermann
 Der er for få eller ingen kildehenvisninger i denne artikel, hvilket er et problem. Du kan hjælpe ved at angive troværdige kilder til de påstande, som fremføres i artiklen.

Lothar Oppermann (6. maj 1939 i Eutin, Slesvig-Holsten - 10. november 1994 i København) var tysk-dansk tegner, grafiker og maler, bosat i København fra 1973. 

## Uddannelse og karriere
Uddannet på vesttysklands betydeligste akademi, Hochschule für bildende Künstler, i Hamburg. Første separatudstilling 1961 med skulpturer og grafiske arbejder på Gallerie Tillybs, Hamburg. 
- 1964 docent i grafik på Werkkunstschule i Hamburg;
- 1965 docent i farvelære samme sted. 1966: Udsmykning af Deutsche Lufthansas ankomsthal i Frankfurt am Main (relieffer og farvesætning af hal og hangarer).
- 1966: Farvesætning af Kodak-centret i Stuttgart.
- 1966: Vandt 1. prisen i en konkurrence om konstruktion af lys-objekt til Verdensudstillingen i Osaka, Japan.

I årene fra 1967-1971 udførte han en lang række portrætter af verdenskunstnere til Deutsche Grammophon Gesellschaft, dels portrætter til udsmykning af selskabets lokaler, dels til LP-covere med bl.a. Herbert von Karajan, Karl Böhm og Wilhelm Kempff. 
Efter et studieår i London og Paris kom Lothar Oppermann i 1973 til København, hvor han blev ansat som anatomisk tegner ved Københavns Amtssygehus i Gentofte og Herlev. Han skabte bl.a. en dias-film, der vandt 1. pris i Cannes i 1976. Herefter slog Lothar sig permanent ned som "fri kunstner" i København; første separatudstillinger i Galleri Helliggejst, Galleri Arnesen og Forum Artis i 1978; samme år deltog han i en gruppeudstilling på Charlottenborg. Adskillige københavnske gallerier har siden præsenteret Lothar Oppermanns billeder, tegninger, plakater og grafik, ligesom han har udsmykket flere restauranter, samt en gavlmur i Krystalgade og en portvæg i Pilestræde. Lothar fik konstateret lymfekræft i 1993 og døde året efter. 

## Hovedværker
Ved Restaurant Skindbuksens 250 års jubelfest i 1978 afsløredes på hovedvæggen et stort anlagt maleri, i folkemunde kaldt "Nadverbilledet", hvor et udsnit af stedets trofaste gæster, bl.a. den lyse digter Jens August Schade og livskunstneren Svend Aage Tauscher, ses i en festlig hverdagsstund. Andetsteds i lokalet ses et dobbeltportræt fra 1984 af Schade og Mogens Gottlieb.
"Heksesøen", et godt 5m² stort triptykon malt over Per Nørgårds 4. symfoni. Maleriet er tilegnet Per Nørgård og blev udstillet ved den danske uropførelse i Radiohusets Koncertsal (1982). Privateje.